# Chris Lane

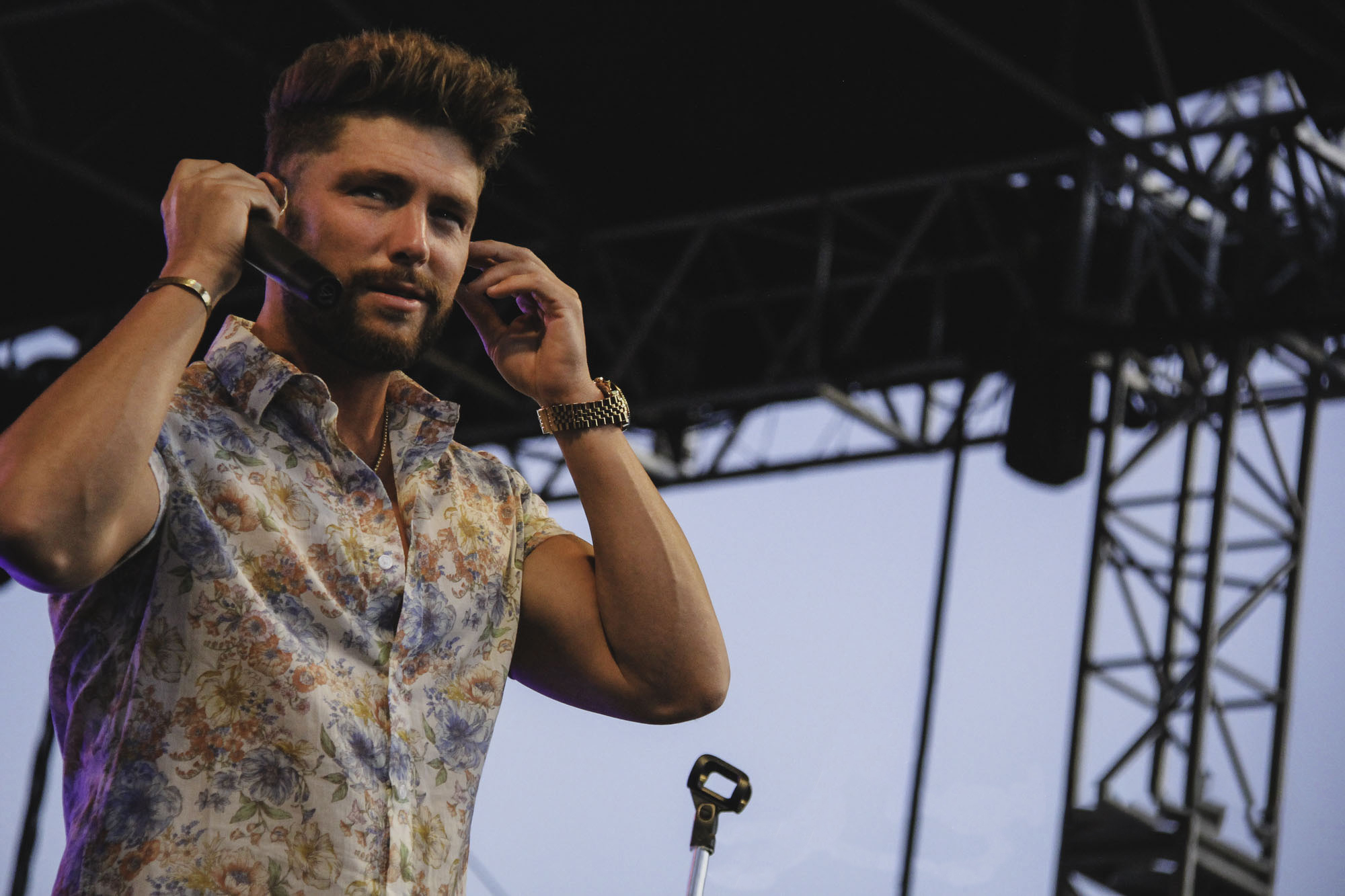
Chris Lane (2018)

Christopher Eric „Chris“ Lane (* 9. November 1984 in Kernersville, North Carolina) ist ein US-amerikanischer Country-Sänger und Songwriter.

## Karriere

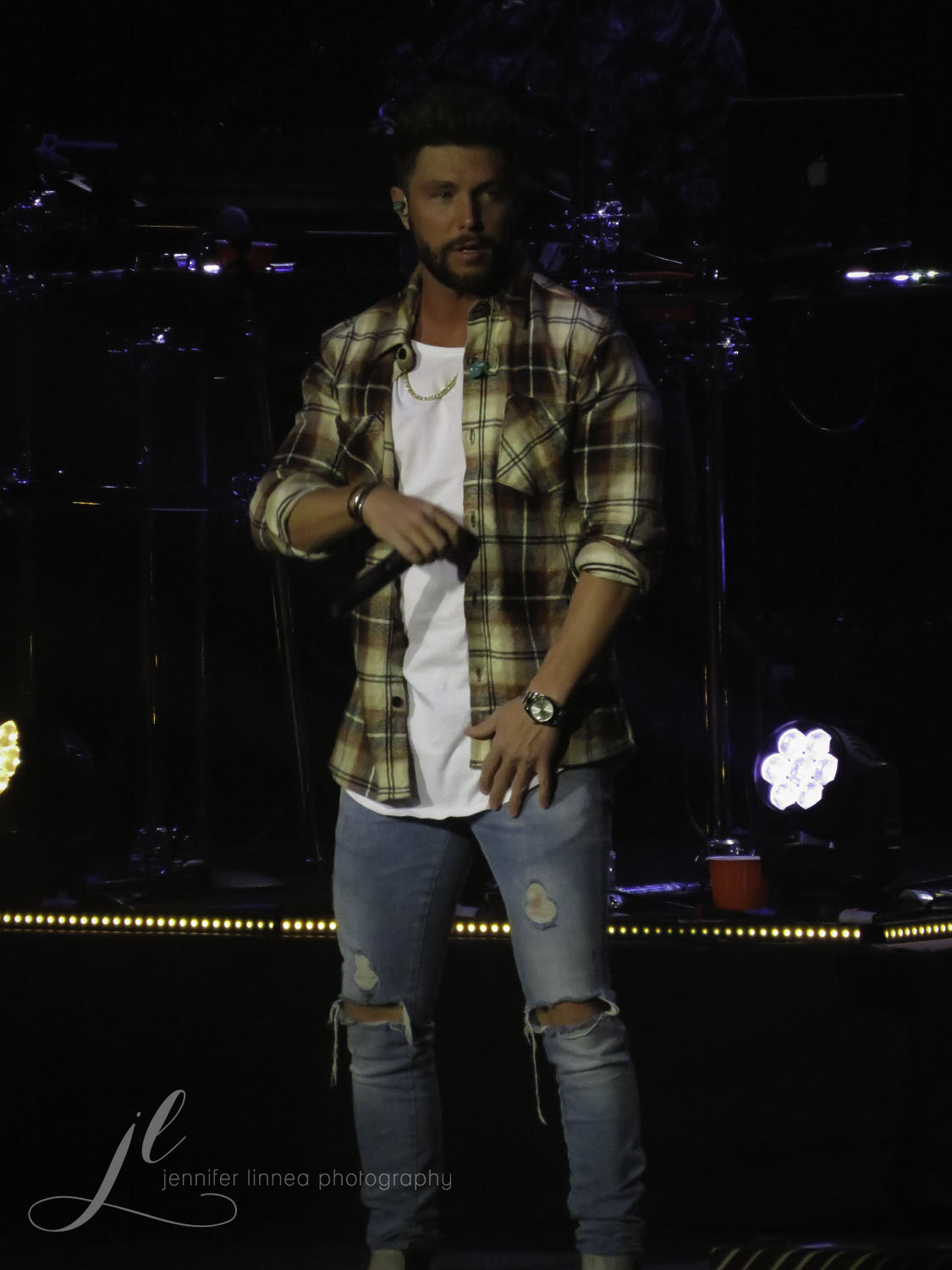
Chris Lane (2017)

Lane begann seine Musikkarriere als Frontman der Band Chris Lane Band. Diese veröffentlichte 2012 das Album Let’s Ride. Das Album platzierte sich auf Platz 75 der Billboard Top Country Albums. Nach dem Album löste die Band sich auf. Lane zog nach Nashville und wurde dort von Big Loud Records unter Vertrag genommen.
Im Jahr 2014 war Lane mit der Band Florida Georgia Line auf Tour. Außerdem veröffentlichte seine erste Solo Single Broken Windshield View. Im Jahr 2015 erschien die Single Fix, die sich auf Platz 65 der Billboard Hot 100 platzierte und damit Lanes erster größere Charterfolg wurde. Sein erstes Solo-Album, Girl Problems, erschien 2016 und erreichte Platz 55 der Billboard 200. Im Juli 2018 folgte mit Laps Around the Sun das zweite Album. Auch dieses erreichte die Billboard 200. Die auf dem Album enthaltene Single I Don’t Know About You wurden in den USA mit Doppelplatin ausgezeichnet.

## Diskografie

### Studioalben
| Jahr | Titel               | Höchstplatzierung, Gesamtwochen, AuszeichnungChartplatzierungen (Jahr, Titel, Platzierungen, Wochen, Auszeichnungen, Anmerkungen) | Höchstplatzierung, Gesamtwochen, AuszeichnungChartplatzierungen (Jahr, Titel, Platzierungen, Wochen, Auszeichnungen, Anmerkungen) | Anmerkungen                                                  |
| Jahr | Titel               | US | Country | Anmerkungen                                                  |
| ---- | ------------------- | --- | --- | ------------------------------------------------------------ |
| 2012 | Let’s Ride          | — | Country75 (1 Wo.)Country | Erstveröffentlichung: 17. April 2012 mit der Chris Lane Band |
| 2016 | Girl Problems       | US55 (2 Wo.)US | Country8 (6 Wo.)Country | Erstveröffentlichung: 5. August 2016                         |
| 2018 | Laps Around the Sun | US83 Gold · (3 Wo.)US | Country8 (28 Wo.)Country | Erstveröffentlichung: 13. Juli 2018                          |

### EPs
| Jahr | Titel | Höchstplatzierung, Gesamtwochen, AuszeichnungChartsChartplatzierungen (Jahr, Titel, Platzierungen, Wochen, Auszeichnungen, Anmerkungen) | Anmerkungen                             |
| Jahr | Titel | Country | Anmerkungen                             |
| ---- | ----- | --- | --------------------------------------- |
| 2015 | Fix   | Country23 (5 Wo.)Country | Erstveröffentlichung: 13. November 2015 |

Weitere EPs
- 2017: Take Back Home

### Singles
| Jahr | Titel Album                                | Höchstplatzierung, Gesamtwochen, AuszeichnungChartplatzierungen (Jahr, Titel, Album, Platzierungen, Wochen, Auszeichnungen, Anmerkungen) | Höchstplatzierung, Gesamtwochen, AuszeichnungChartplatzierungen (Jahr, Titel, Album, Platzierungen, Wochen, Auszeichnungen, Anmerkungen) | Anmerkungen                                               |
| Jahr | Titel Album                                | US | Country | Anmerkungen                                               |
| ---- | ------------------------------------------ | --- | --- | --------------------------------------------------------- |
| 2014 | Broken Windshield View –                   | — | Country45 (1 Wo.)Country | Erstveröffentlichung: 10. Juni 2014                       |
| 2015 | Fix Girl Problems                          | US65 Platin · (12 Wo.)US | Country10 (33 Wo.)Country | Erstveröffentlichung: 30. Oktober 2015                    |
| 2016 | For Her Girl Problems                      | US92 Platin · (4 Wo.)US | Country17 (41 Wo.)Country | Erstveröffentlichung: 29. August 2016                     |
| 2017 | Take Back Home Girl Laps Around the Sun    | US55 ×2Doppelplatin · (12 Wo.)US | Country12 (46 Wo.)Country | Erstveröffentlichung: 29. September 2017 feat. Tori Kelly |
| 2018 | I Don’t Know About You Laps Around the Sun | US39 ×3Dreifachplatin · (20 Wo.)US | Country2 (52 Wo.)Country | Erstveröffentlichung: 8. Oktober 2018                     |
| 2019 | Big, Big Plans –                           | US42 ×2Doppelplatin · (20 Wo.)US | Country3 (44 Wo.)Country | Erstveröffentlichung: 28. Juni 2019                       |

Weitere Singles
- 2021: Tailgate to Heaven (Shawn Austin feat. Chris Lane)

## Auszeichnungen für Musikverkäufe
| Goldene Schallplatte - Kanada - 2020: für die Single Big, Big Plans - 2020: für die Single For Her - 2020: für die Single Hold You Tonight - 2022: für das Album Laps Around the Sun - 2024: für die Single Tailgate to Heaven Platin-Schallplatte - Kanada - 2019: für die Single I Don’t Know About - 2020: für die Single Fix | 2× Platin-Schallplatte - Kanada - 2020: für die Single Take Back Home Girl - 2021: für die Single I Don’t Know About You |

Anmerkung: Auszeichnungen in Ländern aus den Charttabellen bzw. Chartboxen sind in ebendiesen zu finden.
| Land/RegionAuszeichnungen für Musikverkäufe (Land/Region, Auszeichnungen, Verkäufe, Quellen) | Gold     | Platin       | Verkäufe  | Quellen         |
| -------------------------------------------------------------------------------------------- | -------- | ------------ | --------- | --------------- |
| Kanada (MC)                                                                                  | 5× Gold5 | 6× Platin6   | 680.000   | musiccanada.com |
| Vereinigte Staaten (RIAA)                                                                    | Gold1    | 9× Platin9   | 9.500.000 | riaa.com        |
| Insgesamt                                                                                    | 6× Gold6 | 15× Platin15 |           |                 |